# 神寶秀夫
神寶秀夫（日语：／ Shinpō Hideo，1948年—）是一名日本西洋史學者，九州大學名譽教授。  

## 生平
神寶出生於岡山縣。1977年東北大學大學院博士課程修滿退學，1993年以《近世德國專制主義的結構》獲得文學博士學位。1978年擔任東北學院大學助理，1979年升任講師，1981年晉升副教授，1991年升任教授；1996年轉任九州大學文學部教授。2013年退休，成為名譽教授。其專長為德國史、統治構造史・統治体制史。

## 著作
- 創文社 1994
- 神寶秀夫 創文社 2010
- 神寶秀夫  創文社 2013